# Parque das Águas (Cuiabá)
O Parque das Águas é um parque localizado no Centro Politico e Administrativo em Cuiabá, capital de Mato Grosso. Inaugurado em 2016, conta com 270 mil metros quadrados, atualmente é considerado uma referência turística para a cidade.

## História

### Inicio
As obras do parque teve seu inicio com a cessão de uma área de 270 mil metros quadrados, localizada no Centro Politico e Administrativo pelo então governador Silval Barbosa a prefeitura Cuiabá, onde foi iniciada em 2014 a revitalização da Lagoa Paiaguás, localizada no centro do parque. Com investimentos de R$ 18 milhões de reais, sua construção ocorreu em parceria da Administração Municipal com o Ministério do Turismo, que injetou 10 milhões.

### Inauguração
O Parque das Águas foi inaugurado em 30 de dezembro de 2016 pelo então prefeito Mauro Mendes e contando com uma estrutura de 1.500 metros de pista de corrida e caminhada, 1.600 metros de ciclovia, além de dois restaurantes e um Food Park, duas academias ao ar livre, parquinhos infantis e dois estacionamentos com capacidade para 600 veículos, túnel de água e o Splash Zone, conjunto de jatos de água de até 10 metros de altura.

## Atrações

### Show das Águas

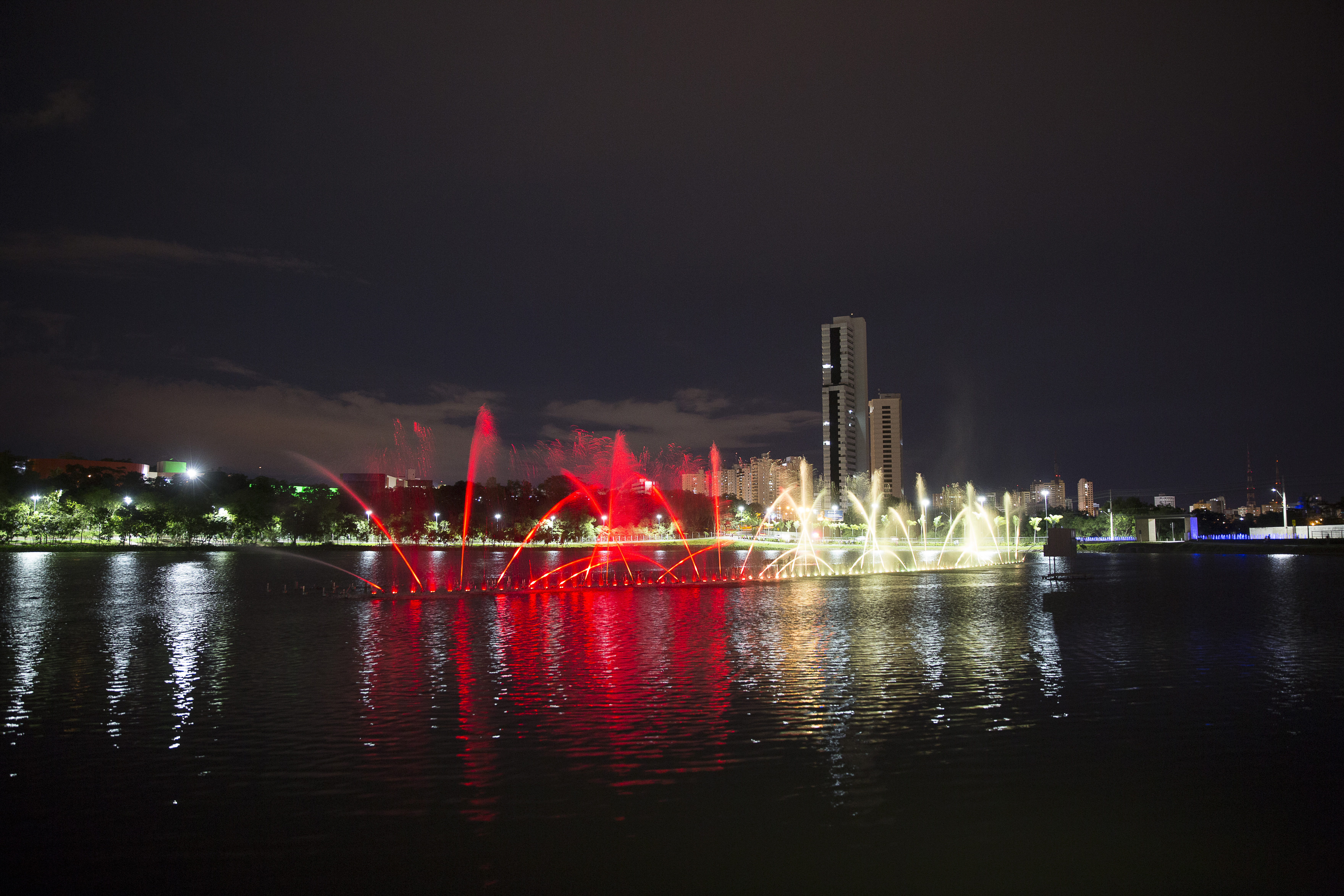
Show das Águas.

Show das Águas é um espetáculo realizado em uma fonte luminosa, no centro do lago, com mais de 70 metros de extensão em jatos de água com danças coreografadas, sendo realizado durante a noite, contando com 20 musicas em diferentes ritmos.  Em 2020 em virtude da COVID-19 foi suspenso, sendo retomado em 2021. 

## Homenageado
O Parque das Águas recebe o nome oficial de Parque Municipal Julio Domingos de Campos, em homenagem ao ex-prefeito de Várzea Grande, Julio Domingos de Campos. Residente na Rua 24 de Outubro, no centro de Cuiabá, era pai de 2 prefeitos de Várzea Grande e governadores de Mato Grosso (Jayme Campos e Júlio Campos), popularmente conhecido por "Seo Fiote", faleceu aos 90 anos no dia 21 de setembro de 2007.